# Melanoplus validus
Melanoplus validus är en insektsart som beskrevs av Scudder, S.H. 1898. Melanoplus validus ingår i släktet Melanoplus och familjen gräshoppor. Inga underarter finns listade i Catalogue of Life.